# Tetracytherura choctawhatcheensis
Tetracytherura choctawhatcheensis är en kräftdjursart som först beskrevs av H.S. Puri 1952.  Tetracytherura choctawhatcheensis ingår i släktet Tetracytherura och familjen Cytheruridae. Inga underarter finns listade i Catalogue of Life.